# Ernest William Brown
Ernest William Brown, britanski matematik in astronom, * 29. november 1866, Hull, grofija, Yorkshire, Anglija, † 22. julij 1938, New Haven, Connecticut, ZDA.
Brown je svoje znanstveno delovanje usmeril na preučevanje Luninega gibanja, gibanja planetov in izračunavanju tirov Trojancev.